# Topázio Neto
Topázio Silveira Neto (Florianópolis, 16 de abril de 1962) é um empresário e político brasileiro, filiado ao Partido Social Democrático (PSD). É o atual prefeito de Florianópolis. Como empreendedor, foi um dos pioneiros do setor das telecomunicações no estado de Santa Catarina. Em 2020, elegeu-se vice-prefeito de Florianópolis, na chapa de Gean Loureiro, assumindo o comando da Prefeitura definitivamente em 2022, após a renúncia do titular.

## Biografia

### Infância e educação
Filho mais velho de uma família de quatro irmãos, seu pai era advogado. Recebeu o nome “Topázio” em homenagem ao avô, policial militar, que montou um bar durante a aposentadoria chamado “Bar Topázio”. A família era descendente de açorianos e gaúchos, que se instalaram no centro de Florianópolis próximo ao estádio do Campo da Liga – onde posteriormente seria construído o Beiramar Shopping.
Durante a infância, estudou no Instituto Estadual de Educação e, em 1985, foi admitido nos cursos de Administração na Escola Superior de Administração e Gerência (ESAG) e de Engenharia na Universidade Federal de Santa Catarina (UFSC). Durante a graduação, conheceu a sua esposa, quem lhe encorajou a prestar concurso público para a Caixa Econômica Federal e, posteriormente, para o Banco do Brasil.

### Iniciativa Privada
Insatisfeito com a rotina no serviço público e seduzido pela iniciativa privada, Topázio aceitou o convite que recebera de um professor da ESAG para o posto de gerente financeiro na empresa “Frangos Macedo”, onde trabalhou por 12 anos.
Percebendo que a privatização da Telebrás popularizaria a posse particular de telefones e que o Código de Defesa do Consumidor havia determinado que as empresas deveriam possuir uma linha de discagem direta gratuita (0800), Silveira Neto decidiu investir no ramo das telecomunicações.
Em 1999, ajudou a fundar a primeira empresa de call center do estado, chamada “Multiação”, que era sediada na Praça Pereira Oliveira. A empresa atraiu investidores paulistanos e, posteriormente, foi incorporada a uma empresa chamada “Softway”, da qual Topázio permaneceu como diretor até 2007.
Em 2009, junto a outros quatro sócios, fundou a empresa “Flex Contact Center”. A empresa inicialmente se instalou no município de Lages, de onde se tornaria o maior empregador privado, com cerca de dois mil funcionários. A sede da empresa se transferiu para a Avenida Rio Branco e abriu unidades em Florianópolis, Xanxerê e São Paulo, passando a empregar cerca de quinze mil pessoas.

## Prefeito de Florianópolis
Foi eleito vice-prefeito de Florianópolis nas eleições de 2020, na chapa de Gean Loureiro, e assumiu a Prefeitura em 31 de março de 2022 após a renúncia de Loureiro para concorrer ao cargo de governador de Santa Catarina no pleito eleitoral de 2022.
Inicialmente filiado ao Republicanos, Topázio deixou o partido para apoiar a candidatura de Gean Loureiro a governador pelo União Brasil. Isso porque um dos maiores rivais de Loureiro na disputa era o incumbente, Carlos Moisés, que se filiou ao Republicanos. Para consolidar a aliança entre Gean Loureiro e o PSD de Santa Catarina, Topázio se tornou membro do partido em 2022.
Embora fosse originalmente apoiado na Câmara Municipal de Florianópolis pelos aliados de Gean, fissuras na relação entre ambos começam a aparecer por volta de 2023, quando Topázio resistiu à nomeação de dois aliados de Gean a pastas importantes da Prefeitura. Além disso, buscando aproximar-se do governador do estado, Jorginho Mello, do PL, a liderança de Topázio no parlamento municipal passou a ser exercida por um aliado, Renato Geske (PSDB), em substituição ao vereador Jeferson Backer – que ocupava a liderança do governo desde a gestão de Gean Loureiro.
A gestão Topázio Silveira Neto foi marcada pela ampla utilização de redes sociais como plataformas de divulgação e publicidade de obras e serviços realizados pela prefeitura. Essa prática rendeu a Silveira Neto a alcunha de "Prefeito Tiktoker" pela oposição, título que foi abraçado pelo político e utilizado como aproximação à população.
Em termos de infraestrutura, Silveira Neto investiu na abertura de dois sistemas binários de trânsito. Em março de 2023, alterou o rumo das importantes vias arteriais de Florianópolis, a Rua Deputado Antônio Edu Vieira e a Rua Capitão Romualdo de Barros, localizadas respectivamente nos bairros do Pantanal e da Carvoeira. A intenção da requalificação foi reduzir o tempo de deslocamento entre o bairro da Trindade e o centro de Florianópolis em 60%. Sistema semelhante foi implementado na Avenida das Rendeiras, com o "Binário da Lagoa". Diferentemente da primeira experiência nos bairros da Carvoeira e Pantanal, em que a medida consistiu na reorganização do trânsito em vias preexistentes, no bairro da Lagoa da Conceição, o sistema binário foi implementado mediante inauguração de uma rua paralela à congestionada Avenida das Rendeiras.
Em abril de 2023, a Prefeitura de Florianópolis concluiu a obra de alargamento da faixa de areia na Praia dos Ingleses. A medida visou ampliar o espaço para banhistas na localidade, preservando assim a circulação da economia no bairro dos Ingleses. Para a obra, contratou-se a draga russa Rainbow, que realizou a coleta da areia em um depósito natural próximo à região, selecionado pela compatibilidade dos grãos com a areia preexistente na praia. Posteriormente, em fevereiro de 2024, iniciaram-se obras para o alargamento da faixa de areia na Praia de Jurerê, utilizando-se, desta vez, a draga holandesa Lasse. A obra foi avaliada em R$ 25 milhões.
Durante o mês de junho de 2023, Topázio apresentava seu mandato com uma taxa de 74% de aprovação pelos cidadãos de Florianópolis, sendo, durante a época da pesquisa, o prefeito mais bem avaliado de todas as capitais brasileiras, superando o prefeito de Salvador, Bruno Reis (UB).
Ao começo das Eleições Municipais de 2024, Topázio lançou sua candidatura para sua reeleição, tendo como sua vice Maryanne Mattos (PL), com seu lema "Pra frente minha gente" e possuindo apoio do governador Jorginho Mello e de 6 partidos, sendo o Republicanos, PSD, PL, MDB, Podemos e Novo.
Após a apuração, Topázio venceu as eleições e manteve sua reeleição, recebendo 161.839 votos e tendo 58% dos votos válidos, sendo eleito no primeiro turno e superando Marquito (PSOL) com 22%, Pedrão (PP) com 7% e Dário Berger (PSDB) com 6%, sendo Berger apoiado por Gean Loureiro.